# Блејд 2
Блејд 2 (енгл. Blade II) акциони је хорор филм из 2002. године, у режији Гиљерма дел Тора. Представља наставак филма Блејд, односно други филм из серије у којој је екранизован истоимени стрип-јунак, получовек полувампир кога глуми Весли Снајпс.
Радња прати Блејдова настојања да се суочи са тзв. Косачима, мутираном врстом вампира, који ће га натерати да склопи привремени савез са својим вампирским непријатељима.

## Радња
Kад је Блејд (Весли Снајпс) последњи пут оставио Вистлера (Kрис Kристоферсон), мислио је да му је пријатељ мртав, али истина је још гора: он је заражен вампирским вирусом. Блејд открива да је Вистлер жив и креће у потрагу за њим. Овога пута Блејд мора да се удружи са Блудпаком, посебно тренираном групом моћних вампира, чији је основни задатак  био да ухвате и убију управо њега.

## Улоге
| Глумац            | Улога           |
| ----------------- | --------------- |
| Весли Снајпс      | Блејд           |
| Крис Кристоферсон | Абрахам Вислер  |
| Рон Перлман       | Рајнхарт        |
| Леонор Варела     | Ниса            |
| Норман Ридус      | Скад            |
| Томас Кречман     | Илај Дамаскинос |
| Карел Роден       | Картер Каунен   |
| Лук Гос           | Џаред Номак     |
| Мет Шулц          | Чапа            |
| Дени Џон-Џулс     | Асад            |
| Дони Јен          | Снешко          |
| Марит Вел Кајл    | Верлен          |
| Тони Керан        | свештеник       |
| Даз Крофорд       | Лајтхамер       |
| Сантијаго Сегура  | Раш             |
| Ксујен Валдивиа   | тестераш        |
| Марек Васут       | Голем           |

## Зарада
- Зарада у САД - 82.348.319 $
- Зарада у иностранству - 72.661.713 $
- Зарада у свету - 155.010.032 $